# Hipseu
Hipseu, na mitologia grega, era filho da ninfa Creusa com o deus-rio Peneu, filho de Oceano e Tétis. Segundo Píndaro, Creusa era filha de Gaia. O nome da sua irmã era Stylbê, com quem Apolo teve os filhos Lapithes e Centaurus; os lápitas eram assim chamados por causa de Lapithes. 
Astyaguia, filha de Hipseu, se casou com seu primo Periphas, filho de Lapithes, com quem teve oito filhos, sendo o mais velho Antion, pai de Íxion.
Outra filha de Hipseu, Cirene, muito bela, foi raptada por Apolo e levada para a Líbia, onde deu à luz Aristeu; mais tarde Apolo fundou, na Líbia, a cidade de Cirene, cujo nome deriva da filha de Hipseu.
Temisto, filha de Hipseu, foi a terceira esposa de Atamante. Atamante foi banido da Beócia e, perguntando ao deus onde devia morar, recebeu do oráculo a instrução que deveria morar onde ele fosse alimentado por animais selvagens; ele encontrou um grupo de lobos devorando ovelhas, mas quando os lobos o viram, fugiram, deixando a sua presa. Atamante se estabeleceu neste lugar, chamou-o de Athamantia, casou-se com Temisto, filha de Hipseu, e teve mais quatro filhos, Leucon, Erythrius, Esqueneu e Ptous.